# Мельников, Александр Александрович
 Александр Александрович Мельников  (1827—1913) — русский дипломат, вице-директор Азиатского департамента МИД, посланник в Тегеране, сенатор, действительный тайный советник.

## Биография
Родился 9 сентября 1827 года. По окончании 3-й Санкт-Петербургской гимназии и курса в Санкт-Петербургском университете по факультету восточных языков с золотой медалью за диссертацию по арабской словесности, поступил в число слушателей учебного отделения восточных языков, учреждённого при Министерстве иностранных дел, и по окончании курса, 5 сентября 1854 года вступил в службу при русской миссии в Персии. В 1857 году был назначен младшим секретарём при миссии. Пробыв 6 лет в Персии, где он основательно изучил персидский язык, в 1860 году был причислен к Министерству иностранных дел, с прикомандированием к Азиатскому департаменту. В 1861 году назначен переводчиком VII класса при этом департаменте; в 1865 году — начальником отделения; в 1868 году — делопроизводителем VI класса, а в 1871 году — делопроизводителем V класса Азиатского департамента.
Был произведён в действительные статские советники 8 апреля 1873 года и два года спустя назначен вице-директором Азиатского департамента — до 25 февраля 1883 года, когда был назначен чрезвычайным посланником и полномочным министром при Персидском дворе в Тегеране. На этом посту Мельников успешно выполнял все возложенные на него министерством поручения. Его стараниями было исполнено разграничение Закаспийской области от Персии, удачно подготовлено и осуществлено мирное приобретение Мерва и Старого Серахса и прекращены ежегодные перекочевки персидских подданных на территорию России.
За отличие 8 апреля 1884 года был произведён в тайные советники, а 22 октября 1886 года назначен сенатором и определён к присутствую в Межевой департамент; в 1890 году перемещён во 2-й департамент Сената. Наконец, 5 сентября 1901 года он был произведён в действительные тайные советники. В последние годы жизни Мельников присутствовал уже в Первом общем собрании Сената (из 1-го и 2-го департаментов и Департамента герольдии). На 1909 год присутствовал ещё во 2-м департаменте. В это время он проживал уже в Царском Селе по адресу: Новая, 1. В Царское Село Мельников переехал только в конце жизни, ранее живя в Санкт-Петербурге; до 1908 года он жил по адресу Конногвардейский бульвар, 15.
Умер 19 ноября 1913 года.

## Награды
За службу удостоен российского ордена Белого орла, а также орденов Персии, Турции, Черногории, Греции, Японии и Сербии. Последней наградой Мельникова стал орден Святого Александра Невского, полученный 1 января 1907 года.

## Семья
Александр Александрович был дважды женат:
- на Марии Савельевне Пичугиной (ум. 16.04.1899, похоронена в Новодевичьем монастыре в Санкт-Петербурге)
- на вдове коллежского советника Жозефине Богдановне Филипьевой (на 1916 год проживала в Царском Селе)